# Copți
Copții (din arabă qubṭi, din greacă aiguptios - egipteni) sunt locuitorii creștini ai Egiptului. Ei sunt descendenții egiptenilor care au acceptat religia creștină în primele secole ale erei noastre. Copții reprezintă cea mai mare minoritate religioasă din Egipt, precum și cea mai mare și una din cele mai vechi comunități creștine din Orientul Mijlociu. Unii oficiali afirmă că populația coptă reprezintă până la 10% din populația Egiptului, în timp ce unele surse independente afirmă că numărul lor este mai mare. Limba liturgică a copților este limba coptă.

## Istoria

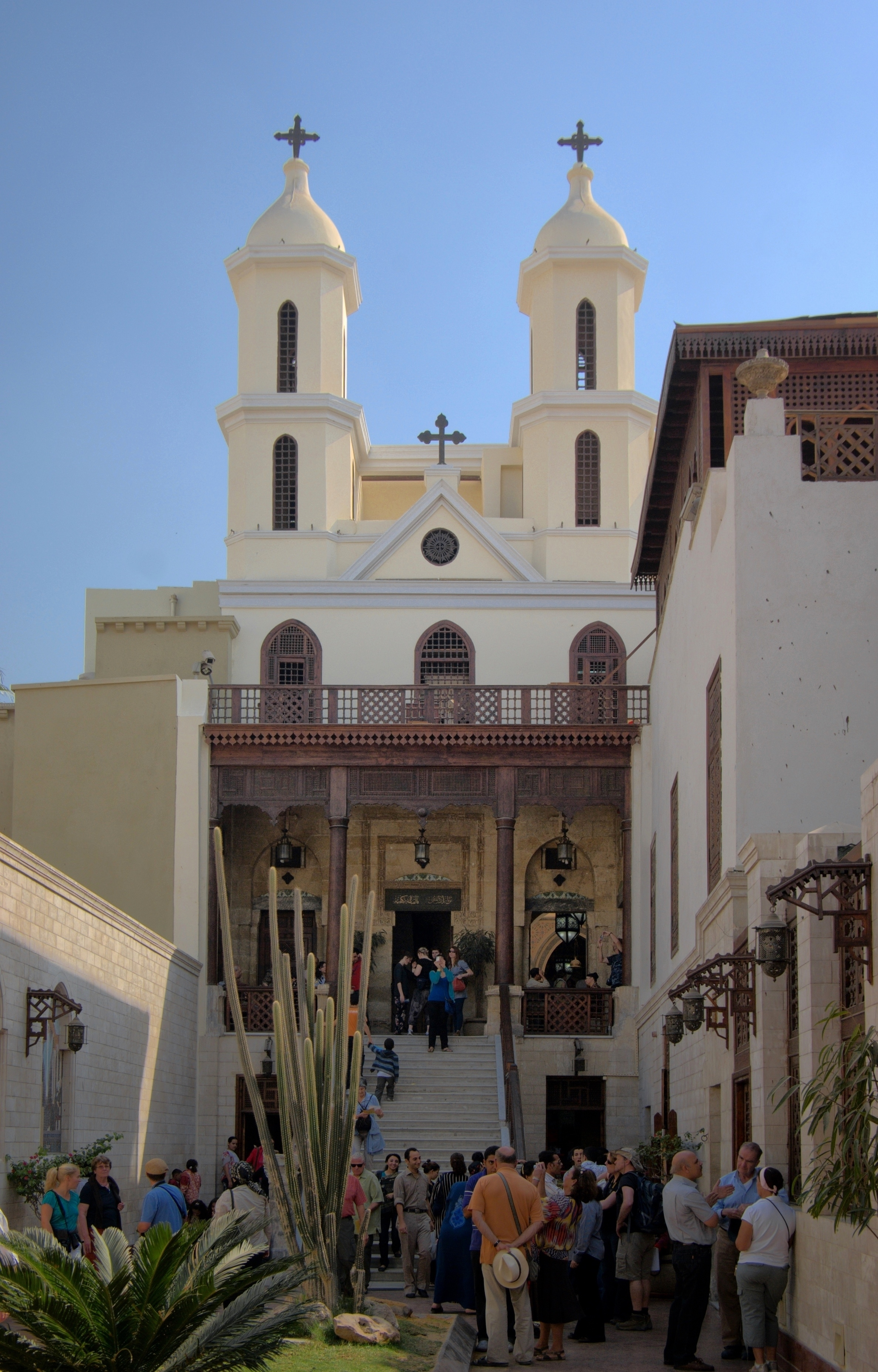
Biserica Sfânta Maria din Cairo, una din cele mai vechi biserici ale copților.

Întemeietorul Bisericii Copte este considerat sfântul Marcu Evanghelistul. El a ajuns în Egipt în timpul domniei împăratului roman Claudius, în anul 42 d. Chr., înființând o comunitate religioasă în Alexandria, care apoi s-a răspândit în tot Egiptul. La începutul sec. III d.Chr, creștinismul a fost religia predominantă a Egiptului. Biserica alexandrină este considerată cea mai veche biserică din Africa.
Cea mai veche școală catehetică era școala catehetică alexandrină, fondată de Pantanaeus în 190 d.Chr. Acolo au predat învățători creștini precum Athenagoras, Clement, Didymus, și Origen.
Întemeierea monahismului creștin s-a făcut în deșert, în Egiptul secolului al IV-lea. Sfinții Antonie cel Mare și Pahomie cel Mare au fost întemeietorii timpurii ai monahismului egiptean, deși primul creștin despre care se știe că a trăit ca monah a fost Sfântul Pavel Tebeul. Ortodoxia îl consideră și pe Sfântul Vasile cel Mare ca fondator al regulilor monahale, urmând și exemplul Părinților Deșertului. Sfântul Benedict de Nursia, a cărui Regulă se bazează pe cea a Sf. Vasile, este adesea considerat întemeietorul monahismului apusean.
În anul 451, în urma conciliului de la Chalcedon, Biserica Alexandrină este împărțită în două ramuri: calcedoniană (cei care au acceptat prevederile conciliului), și monofizită sau necalcedoniană (cei care au respins prevederile). Majoritatea egiptenilor erau de monofiziți, ceea ce a dus la persecutarea lor de către bizantini.
În anul 641 arabii au invadat Egiptul, cucerindu-l cu puțină rezistență din partea populației locale. Mișcările de rezistență au apărut după ce arabii le-au impus creștinilor impozite mari , cunoscute sub numele de Jizya. Creștinii egiptenii care se converteau la islam erau scutiți de plata acestei taxe . În secolul VII arabii nu foloseau termenul de egiptean, ci pe cel de copt, pentru a se referi la populația autohtonă a Egiptului, iar Biserica Egipteană necalcedoniană a devenit cunoscută sub numele de Biserica Ortodoxă Coptă. Deși la început viața religioasă a egiptenilor creștini a rămas netulburată, curând aveau să înceapă persecuțiile. Conducătorii musulmani au interzis reprezentarea grafică a formelor umane în artă, distrugând multe icoane și fresce din biserici. Persecutarea copților a atins cote maxime în timpul domniei mamelucilor, imediat după cruciade, timp în care au avut loc multe convertiri cu forța la islam. Însă convertirea egiptenilor la islam a fost un proces progresiv; în secolul al XIV-lea, copții încă reprezentau majoritatea populației egiptene.